# Tervurentunnel
De Tervurentunnel is een verkeerstunnel in Brussel. De tunnel is onderdeel van de Tervurenlaan (N3) en loopt onder het Maarschalk Montgomeryplein. De tunnel wordt op zijn beurt ondertunneld door de Montgomerytunnel.

## Trivia
- De Tervurentunnel werd ook gebruikt als shot voor de films Flodder 1 & Flodder in Amerika. Als de familie Flodder in Flodder 1 naar Zonnedael rijdt. En in Flodder in Amerika als de familie Flodder naar het vliegveld rijdt.

Annie Cordytunnel · Baljuwtunnel · Belliardtunnel · Boileautunnel · Deltatunnel · Georges Henritunnel · Hallepoorttunnel · Jubelparktunnel ·Koninginnetunnel · Kortenbergtunnel · Kruidtuintunnel · Kunst-Wettunnel · Louizatunnel · Madoutunnel · Montgomerytunnel · Naamsepoorttunnel · NAVO-tunnel · Pachecotunnel · Reyerstunnel · Rogiertunnel · Stefaniatunnel · Tervurentunnel · Troontunnel · Van Praettunnel · Vleurgattunnel · Wettunnel · Woluwetunnel